# Sugarloaf Hill (kulle i Antarktis)
Sugarloaf Hill är en kulle i Antarktis. Den ligger i Sydshetlandsöarna. Argentina, Chile och Storbritannien gör anspråk på området. Toppen på Sugarloaf Hill är 104 meter över havet.
Terrängen runt Sugarloaf Hill är huvudsakligen kuperad, men åt nordost är den platt. Havet är nära Sugarloaf Hill åt sydost. Trakten är glest befolkad. Närmaste befolkade plats är Commandante Ferraz Station, 16,5 kilometer norr om Sugarloaf Hill. 